# 卡瓦略斯山脈
40°49′57″N 0°25′26″W / 40.83250°N 0.42389°W

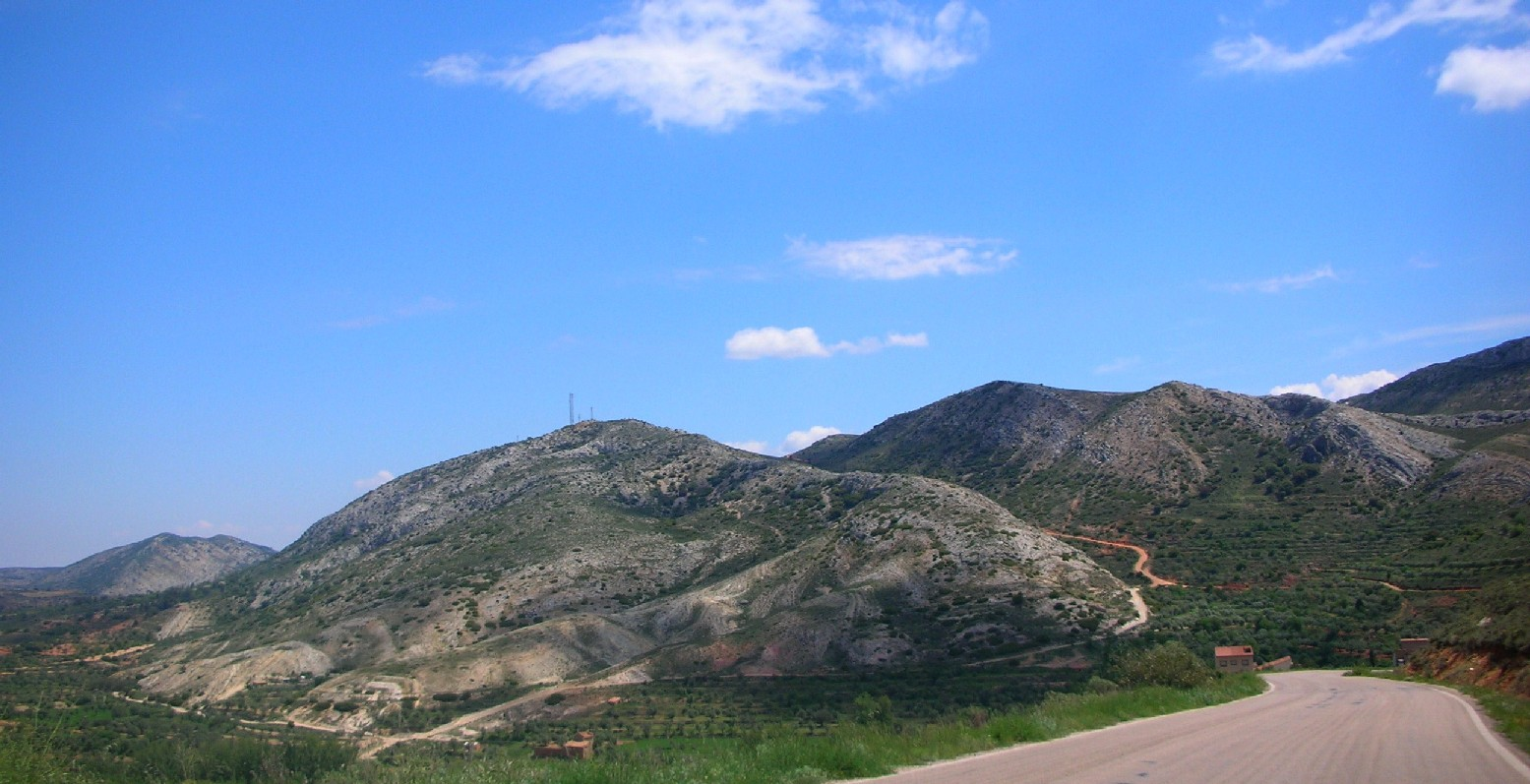

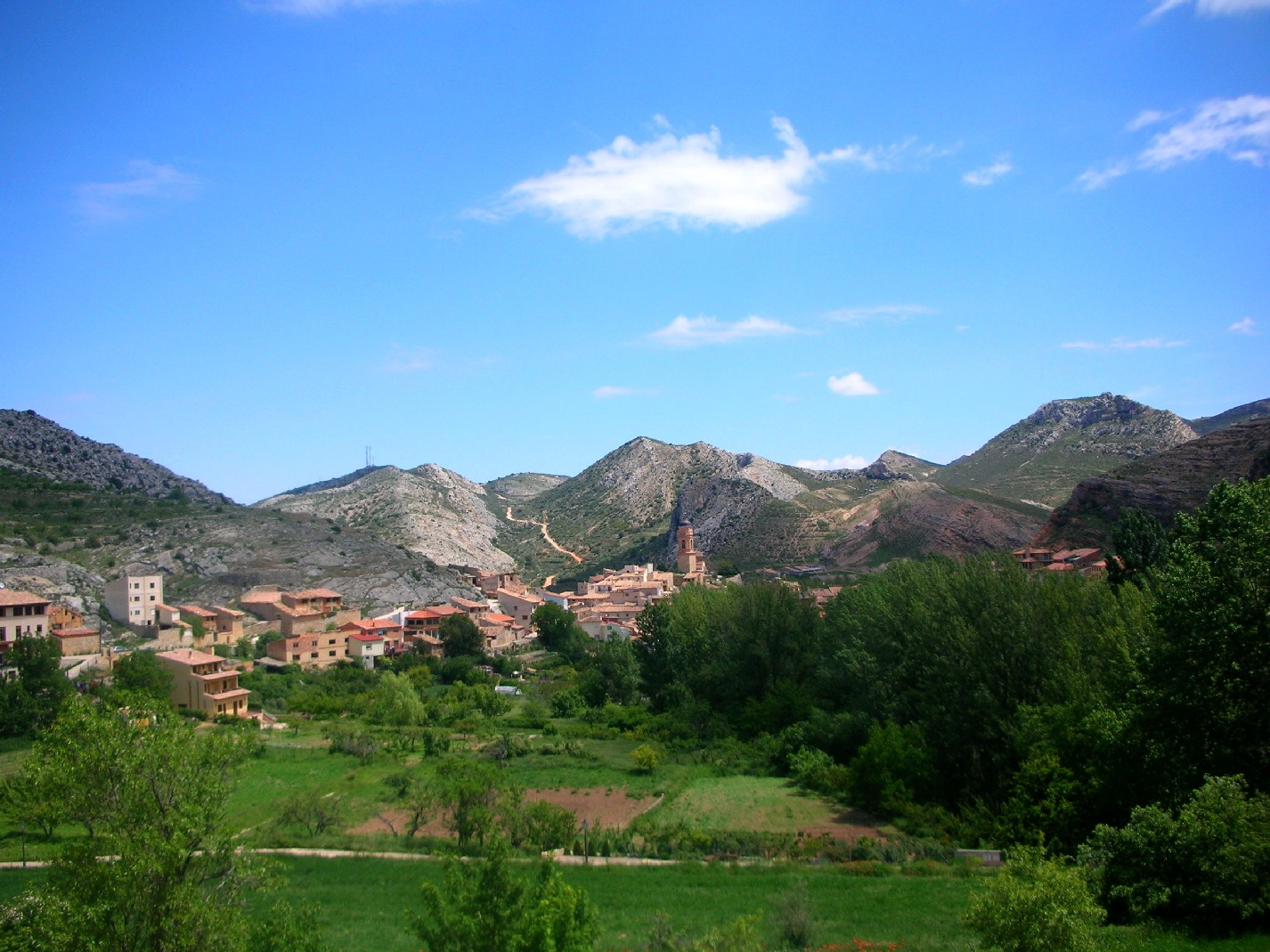

卡瓦略斯山脈（Sierra de Caballos），是西班牙的山脈，位於阿拉貢自治區，屬於伊比利亞山脈的一部分，最高點海拔高度1,205米，該山脈由白雲石和泥灰岩形成。